# Politicalamity
Politicalamity és un grup format a finals de 2004 per membres residuals de les bandes Explosión Bikini, Plastelina Cowboys i Soviet Dogs in the Space. El seu estil està entre l'actitud rock dels anys '70 i el funk elàstic dels anys '90.
El 2005 són tercer finalistes del Festival Emergenza (edició 2005) i del Concurs de la Casa de la Música de Mataró que els permet gravar el gener de 2006 un disc homònim a la Sala Clap, amb Didier Richard de tècnic de so i la producció del multiinstrumentista Nacho Lesko.

## Discografia
| • 'Politicalamity. Politicalamity (2006) |
| --- |
| (Autoedició amb el suport de Casa de la Música de Mataró) 1. Loggica do Brasil 2. Revolución genética 3. Rough guide to the inner world 4. Les effarés 5. Opto 6. Sex me up 7. Luna lunera 8. Rankxerox 9. Les pierres 10. Pirata 11. Manucodiatta (bird of paradise) |